# Bleach (película)
Bleach (ブリーチ Burīchi?) es una película japonesa producida por Warner Bros, basada en la serie de manga del mismo nombre escrita por Tite Kubo, y dirigida por Shinsuke Sato. Es protagonizada por Sota Fukushi como el personaje principal, Ichigo Kurosaki. Fue estrenada en Japón el 20 de julio de 2018. La película tuvo su premier en Estados Unidos el 28 de julio de 2018 en el New York Japan Cuts Festival en Nueva York. La película se estrenó en Netflix el 14 de septiembre de 2018.

## Reparto
- Sota Fukushi como Ichigo Kurosaki.[4]
- Hana Sugisaki como Rukia Kuchiki.[7]
- Erina Mano como Inoue orihime.[8]
- Ryo Yoshizawa como Uryū Ishida.[9]
- Yu Koyanagi como Yasutora "Chad" Sado.[8]
- Taichi Saotome como Renji Abarai.[9]
- Miyavi como Byakuya Kuchiki.[9]
- Seiichi Tanabe como Kisuke Urahara.[8]
- Yōsuke Eguchi como Isshin Kurosaki.[8]
- Masami Nagasawa como Masaki Kurosaki.[8]

## Producción
En 2008, Tite Kubo dijo que deseaba hacer de Bleach una experiencia que solo se pudiera encontrar mediante la lectura del manga, rechazando las ideas sobre la creación de cualquier adaptación cinematográficas de acción en vivo. Cuando la adaptación cinematográfica fue anunciada, sin embargo, Kubo decidió participar en la producción para asegurarse de su fidelidad al manga y el anime, para que tanto los viejos como los nuevos fanes pudieran disfrutar de ella. Asimismo, declaró que su única preocupación era el color de cabello de Ichigo, que en el manga y el anime es de color naranja brillante. Él dijo, "¡Si ese color estuviera en la película en acción en vivo, sería extraño, así que me pregunto qué van a hacer!" Con respecto a lo que los fanáticos podían esperar de la adaptación de Sota Fukushi, quien interpreta a Ichigo, dijo que la película presentaría a "los monstruosos Hollows, la Sociedad de Almas, y las destructivas técnicas de peleas de espadas de las Zanpakuto".
La 10.ª edición de la revista Weekly Shōnen Jump de 2018 publicó imágenes de Rukia Kuchiki, revelando que Hana Sugisaki interpretaría al personaje. En marzo de 2018, la cuenta oficial de la película en Twitter reveló que Uryū Ishida, Renji Abarai y Byakuya Kuchiki serán interpretado por Ryo Yoshizawa, Taichi Saotome y Miyavi respectivamente. En msyo de 2018, la cuenta de Twitter reveló miembros adicionales del elenco que incluyen a Erina Mano, Yu Koyanagi, Seiichi Tanabe, Yōsuke Eguchi y Masami Nagasawa, que interpreta Inoue Orihime, Yasutora "Chad" Sado, Kisuke Urahara, Isshin Kurosaki y Masaki Kurosaki, respectivamente.

## Estreno
El 5 de febrero de 2018, se reveló que la película se estrenaría el 20 de julio de 2018 en Japón. Un teaser tráiler fue lanzado el 21 de febrero de 2018, que fue elogiado por su fiel adaptación del primer capítulo de la serie. En abril de 2018, el primer tráiler oficial fue liberado, que también reveló el tema musical de la película por Alexandros, titulado "Mosquito Bite". En junio de 2018, Warner Bros. Japón, publicó el último tráiler de la película, que confirmó que el principal antagonista de la película sería el Hollow Grand Fisher.

### Distribución doméstica
Bleach fue estrenada en Netflix el 14 de septiembre de 2018.